# Флоресвілл (Техас)
Флоресвілл (англ. Floresville) — місто (англ. city) в США, в окрузі Вілсон штату Техас. Населення — 7203 особи (2020).

## Географія
Флоресвілл розташований за координатами 29°8′23″ пн. ш. 98°9′42″ зх. д. / 29.13972° пн. ш. 98.16167° зх. д. (29.139805, -98.161692).  За даними Бюро перепису населення США в 2010 році місто мало площу 14,87 км², з яких 14,84 км² — суходіл та 0,02 км² — водойми. В 2017 році площа становила 16,07 км², з яких 16,01 км² — суходіл та 0,07 км² — водойми.

## Демографія
Згідно з переписом 2010 року, у місті мешкало 6448 осіб у 2088 домогосподарствах у складі 1559 родин. Густота населення становила 434 особи/км².  Було 2313 помешкання (156/км²).
Расовий склад населення:
| - 85,6 % — білих - 1,6 % — чорних або афроамериканців - 0,7 % — корінних американців - 0,2 % — азіатів - 9,0 % — осіб інших рас |

До двох чи більше рас належало 2,9 %. Частка іспаномовних становила 65,1 % від усіх жителів.
За віковим діапазоном населення розподілялося таким чином: 27,6 % — особи молодші 18 років, 55,8 % — особи у віці 18—64 років, 16,6 % — особи у віці 65 років та старші. Медіана віку мешканця становила 36,2 року. На 100 осіб жіночої статі у місті припадало 94,9 чоловіків;  на 100 жінок у віці від 18 років та старших — 94,1 чоловіків також старших 18 років.
Середній дохід на одне домашнє господарство  становив 66 624 долари США (медіана — 51 446), а середній дохід на одну сім'ю — 79 305 доларів (медіана — 65 288). Медіана доходів становила 50 039 доларів для чоловіків та 35 601 долар для жінок. За межею бідності перебувало 15,9 % осіб, у тому числі 19,4 % дітей у віці до 18 років та 12,9 % осіб у віці 65 років та старших.
Цивільне працевлаштоване населення становило 2962 особи. Основні галузі зайнятості: освіта, охорона здоров'я та соціальна допомога — 22,9 %, роздрібна торгівля — 11,6 %, публічна адміністрація — 11,2 %.